# Покровка (Нижнеингашский район)
Покровка — деревня в Нижнеингашском районе Красноярского края. Входит в состав Соколовского сельсовета.

## География
Деревня находится в восточной части края, в пределах таёжной лесорастительной зоны, на расстоянии приблизительно 25 километров (по прямой) к северо-востоку от Нижнего Ингаша, административного центра района. Абсолютная высота — 284 метра над уровнем моря.
Климат
Климат характеризуется как резко континентальный, с продолжительной морозной малоснежной зимой и коротким жарким летом. Зима продолжается в течение 6-7 месяцев. Абсолютный минимум температуры воздуха составляет −51 °C (по данным метеостанции г. Канска). Продолжительность периода с температурой более 10˚С составляет 100—110 дней. Среднегодовое количество атмосферных осадков составляет 484 мм.

## История
Основана в 1901 году. Основными жителями являлись переселенцы из западной части страны (совр. Беларуси, Украины). По данным 1926 года в деревне имелось 130 хозяйств и проживало 693 человека (348 мужчин и 345 женщин). В национальном составе населения того периода преобладали белорусы. В административном отношении являлась центром Покровского сельсовета Нижне-Ингашского района Канского округа Сибирского края.

## Население
| 2010 |
| ---- |
| 132  |

Половой состав
По данным Всероссийской переписи населения 2010 года в гендерной структуре населения мужчины составляли 47,7 %, женщины — соответственно 52,3 %.
Национальный состав
Согласно результатам переписи 2002 года, в национальной структуре населения русские составляли 91 % из 175 чел.